# ダスティ・スプリングフィールド
メアリー・イソベル・キャサリン・バーナデット・オブライエン（Mary Isobel Catherine Bernadette O'Brien OBE、1939年4月16日 - 1999年3月2日）は、ダスティ・スプリングフィールド（Dusty Springfield）の名で知られるイギリス出身の歌手。ミュージシャン。
「ローリング・ストーンが選ぶ歴史上最も偉大な100人のシンガー」において第35位、「Q誌選定の歴史上最も偉大な100人のシンガー」において第29位 にランクインしている。

## バイオグラフィ
ロンドン生まれ。1960年に兄ディオン、兄の友人ティム・フィールドと3人でザ・スプリングフィールズを結成。『銀の糸と金の針』(全米20位)、『アイランド・オブ・ドリームス』(邦題は「慕情のなぎさ」全英5位)などのヒットを出す。そのツアー中に訪れたアメリカ・テネシーでモータウン・サウンドに感化され、以後彼女の作品に大きく影響を残すことになる。
1963年にグループ脱退後、ソロ歌手としてシングル『二人だけのデート』でデビュー。同作は全英のみならず全米でも12位に入る大ヒットとなり、以後数年はヒットチャート上位の常連となる。代表曲に『ウィッシン・アンド・ホーピン』(全米6位)、『この胸のときめきを』(全米4位)、『恋の面影』(全米22位)がある。
1968年9月、全曲リズム・アンド・ブルースのアルバムを作ることを目論んだスプリングフィールドはテネシー州メンフィスで地元の腕利きのミュージシャンとレコーディングを行う。同年11月に発売されたシングル『プリーチャー・マン』は全米10位、イギリスで9位を記録した。翌1969年発売のアルバム『Dusty in Memphis』は批評家からも高い評価を受けるも、商業的には成功しなかった。また彼女自身の問題（製作現場でのトラブル、ドラッグ・アルコール依存、バイ・セクシャル発言）もあって、作品は製作するも以後長い間彼女はスランプ状態に陥ることになる。
1986年、彼女を敬愛していたイギリスのポップス・バンド、ペット・ショップ・ボーイズが彼女との共演を申し込む。彼らとレコーディングされたシングル『とどかぬ想い』が全米、全英で大ヒットを記録し復活を遂げる。その後も、アルバム『レピュテーション』など、ペット・ショップ・ボーイズと組んで自らの作品を製作し、話題となったが、1994年に乳癌と診断され、1999年3月2日に59歳で亡くなった。
同年ロックの殿堂入りを果たした。
2006年には、彼女の半生を描いたミュージカル「Dusty」が上演された。

## 代表的な作品
- 「I Only Want to Be With You」（日本語題：「二人だけのデート」）全英4位・全米12位。ベイ・シティ・ローラーズのカバーも有名。
- 「I Just Don't Know What To Do With Myself」（日本語題：「恋のとまどい」）全英3位。
- 「Wishin' and hopin'」（日本語題：「ウィッシン・アンド・ホーピン」) ディオンヌ・ワーウィックのカバー。全米6位。
- 「You Don't Have to Say You Love Me」（日本語題：「この胸のときめきを」) 全英1位・全米4位。元曲はイタリアのサンレモ音楽祭で歌われたカンツォーネ。エルビス・プレスリーのカバーでも知られるほか、日本では大鵬薬品工業の『チオビタドリンク』のCMソングとして使用されたこともある。
- 「The Look of Love」（日本語題：「恋の面影～カジノ・ロワイヤル」）全米22位。
- 「Son of a Preacher Man」（日本語題：「プリーチャー・マン」）全英9位・全米10位。後に映画『パルプ・フィクション』のサントラに使用される。
- 「Dancing in the Street」（日本語題：「ダンシング・イン・ザ・ストリート」）マーサ&ザ・ヴァンデラスのカバー。1984年にはミック・ジャガー＆デビッド・ボウイがカバーしてヒットする。
- 「What Have I Done to Deserve This?」（日本語題：「とどかぬ想い」）／ペット・ショップ・ボーイズ が共演・プロデュース。